# José Manuel Traba
José Manuel Traba López (Fisterra, 29 settembre 1957) è un ex calciatore spagnolo, di ruolo attaccante.

## Carriera
Iniziò a giocare nel Deportivo La Coruña, esordendo il 4 aprile 1976 contro il Celta Vigo,  all'età di 17 anni. L'8 dicembre 1976 segnò il suo primo gol contro il Córdoba CF.
Nella stagione 1977-1978 fu mandato in prestito alla Sociedad Deportiva Compostela, allenata da Carlos Torres Barallobre, in Segunda División B spagnola. Nonostante 23 gol in 35 partite non riuscì ad evitare la retrocessione della sua squadra.
Nella stagione 1978-1979 il Deportivo lo lasciò nella squadra filiale del Deportivo Fabril. Dopodiché entrò stabilmente in prima squadra, militandovi per 10 stagioni. È il secondo giocatore con più gol nella storia del Deportivo, con 107 reti, alle spalle di Diego Tristán che comanda la classifica con 110 marcature.
L'attaccante lasciò il calcio giocato all'età di 30 anni in seguito a un infortunio, una frattura della tibia che lo condizionò fisicamente costringendolo al ritiro.